# Tadeo Ortega
Tadeo Ortega (1749 – 1823) fue un organero nacido en Burgos y muerto en Palencia.
Su trabajo como maestro organero se centra en Palencia en la segunda mitad del siglo XVIII, verdadera Edad de Oro de la organería en Tierra de Campos.
Poco se sabe de su vida y su biografía es la de los órganos que proyectó, construyó o reparó. Está considerado como uno de los más importantes constructores del llamado órgano ibérico.
Varios de los órganos que construyó siguen actualmente prestando servicio, tanto en la liturgia como para conciertos.

## Obra

### Órganos proyectados
- 1777 - Capillas.
- 1778 - Abarca de Campos.
- 1779 - Ampudia.
- 1784 - Dueñas.
- 1787 - Fuentes de Nava (San Pedro).
- 1788 - Herrín de Campos.
- 1789 - Villarramiel.
- 1790 - Paredes de Nava (Santa María).
- 1790 - Fuentes de Nava (Santa María).
- 1793 - Cervatos de la Cueza.
- 1793 - Paredes de Nava (Santa Eulalia).
- 1793 - Paredes de Nava (San Martín).